# Wangenbourg-Engenthal
Wangenbourg-Engenthal är en kommun i departementet Bas-Rhin i regionen Grand Est (tidigare regionen Alsace) i nordöstra Frankrike. Kommunen ligger i kantonen Wasselonne som tillhör arrondissementet Molsheim. År 2022 hade Wangenbourg-Engenthal 1 339 invånare.

## Befolkningsutveckling
Antalet invånare i kommunen Wangenbourg-Engenthal
| Referens: INSEE |